# Finlayson Lake
Finlayson Lake är en sjö i Kanada.   Den ligger i territoriet Yukon, i den centrala delen av landet, 3 900 km väster om huvudstaden Ottawa. Finlayson Lake ligger 1 197 meter över havet.